# Helmuth Raithel
Helmuth Hans Walter Paul Raithel (9. dubna 1907 – 12. září 1990) byl německý důstojník Reichswehru, Wehrmachtu a Waffen-SS za druhé světové války v hodnosti SS-Standartenführer (Plukovník). Byl držitelem mnoha vojenských vyznamenání včetně Německého kříže ve zlatě.

## Mládí
Helmuth Raithel se narodil 9. dubna roku 1907 jako mladší syn armádního podplukovníka Augusta Raithela v hornobavorském městě Ingolstadt. Jeho starší bratr, Wilhelm Raithel, se propracoval v období druhé světové války propracoval až do hodnosti Generálporučíka (Generalleutnant).
V roce 1913 nastoupil na obecnou školu, kde strávil pouze tři roky a následně přestoupil na Wittelbachské gymnázium v Mnichově. Studia na čas přerušil na jaře roku 1923, když vstoupil jako šestnáctiletý do jednotek Freikorps a byl zařazen k oddílu Roßbach pod velením kapitána Gerharda Roßbacha. S touto jednotkou se účastnil Pivního puče v Mnichově v němž podporoval pokus o státní převrat Adolfa Hitlera.
Po neúspěšném puči se vrátil ještě tentýž rok na gymnázium, kde později v roce 1926 maturoval. Ačkoliv nikdy nevstoupil do nacistické NSDAP, tak byl za svou účast vyznamenán vysokým politickým oceněním, krevním řádem.

## Počátky vojenské kariéry
Po úspěšném složení maturitní zkoušky se Raithel rozhodl vstoupit do armády, kam vstoupil k 1. dubnu roku 1926 jako důstojnický čekatel (Fahnenjunker) a byla mu udělena hodnost vojín (Schutze) s níž byl zařazen k výcvikovému praporu od 19. bavorského pěšího pluku (Infanterie-Regiment Nr. 19) ze 7. divize generála Friedricha von Kressensteina.
Po absolvování základního výcviku byl převelen k 3. rotě od téže pluku, kde zůstal až do 1. října roku 1927, kdy jako důstojnický čekatel již v hodnosti desátníka (Unteroffizier) byl odvelen na pěchotní školu do Drážďan. Zde absolvoval výcvikový kurz a po jeho dokončení mu byla v srpnu roku 1928 udělena hodnost praporčík (Fähnrich).
Následně absolvoval na stejné škole další výcvikový kurz, který dokončil v srpnu roku 1929 a byl povýšen do hodnosti staršího praporčíka (Oberfähnrich). Zároveň se vrátil zpět ke svému domovskému 19. pěšímu pluku, kde byl u jeho 9. roty ze III. praporu jmenován do funkce velitele čety.
Po povýšení do hodnosti poručík (Leutnant) k počátku června roku 1930 byl jmenován do stejné funkce u 2. roty z téže praporu. V říjnu téhož roku se přesouvá k 11. rotě, kde opět ve stejné funkci sloužil až do poloviny října roku 1934, kdy byl již v hodnosti nadporučíka (Oberleutnant) zařazen ke zpravodajskému výcviku na armádní zpravodajské škole v braniborském Jüterbogu. Následně vystřídal několik jednotek jako jejich zpravodajský důstojník, ale také sloužil jako pobočník velitele 99. pluku horských myslivců podplukovníka Hermanna Kreße ze 1. horské divize generála Ludwiga Küblera.

## Druhá světová válka
Ve funkci pobočníka velitele pluku však zůstal pouze do počátku října roku 1938 a následně byl jmenován velitelem 6. roty z 99. pluku horských myslivců. S vypuknutím druhé světové války v září roku 1939 byla celá divize odvelena do Polska, aby se zapojila do invazních sil. Raithel zde úspěšně velel své 6. rotě a za zásluhy v boji mu byl 25. září téhož roku udělen železný kříž II. třídy.
Na počátku října byl však od roty odvelen a následně zařazen na pokročilý výcvik pro horské jednotky na vojenské škole v tyrolském městě Fulpmes. Výcvik dokončil v létě následujícího roku a již v srpnu byl jmenován velitelem II. praporu ze 143. pluku horských myslivců (Gebirgsjäger-Regiment 143).

## Shrnutí vojenské kariéry

### Data povýšení
- Fahnenjunker-Schutze - 1. duben, 1926
- Fahnenjunker-Gefreiter - 1. červenec, 1927
- Fahnenjunker-Unteroffizier - 1. říjen, 1927
- Fähnrich - srpen, 1928
- Oberfähnrich - srpen, 1929
- Leutnant - 1. červen, 1930
- Oberleutnant - 1. červenec, 1932
- Hauptmann - 1. duben, 1937
- Major - 1. listopad, 1941
- Oberstleutnant - 1. říjen, 1943
- SS-Obersturmbannführer - 1. prosinec, 1943
- SS-Standartenführer - 2. duben, 1944

### Významná vyznamenání
- Německý kříž ve zlatě - 31. leden, 1942
- Krevní řád[1]
- Železný kříž I. třídy - 26. duben, 1941
- Železný kříž II. třídy - 25. září, 1939
- Útočný odznak pěchoty ve stříbře - 22. květen, 1943
- Medaile za východní frontu - 9. leden, 1943
- Armádní páska "Kréta" - 3. duben, 1943
- Válečný záslužný kříž II. třídy s meči
- Medaile za Anschluss
- Sudetská pamětní medaile
- Říšský sportovní odznak ve stříbře[2]
- |  Služební vyznamenání wehrmachtu od IV. do III. třídy